# Seznam vrcholů ve Slavkovském lese

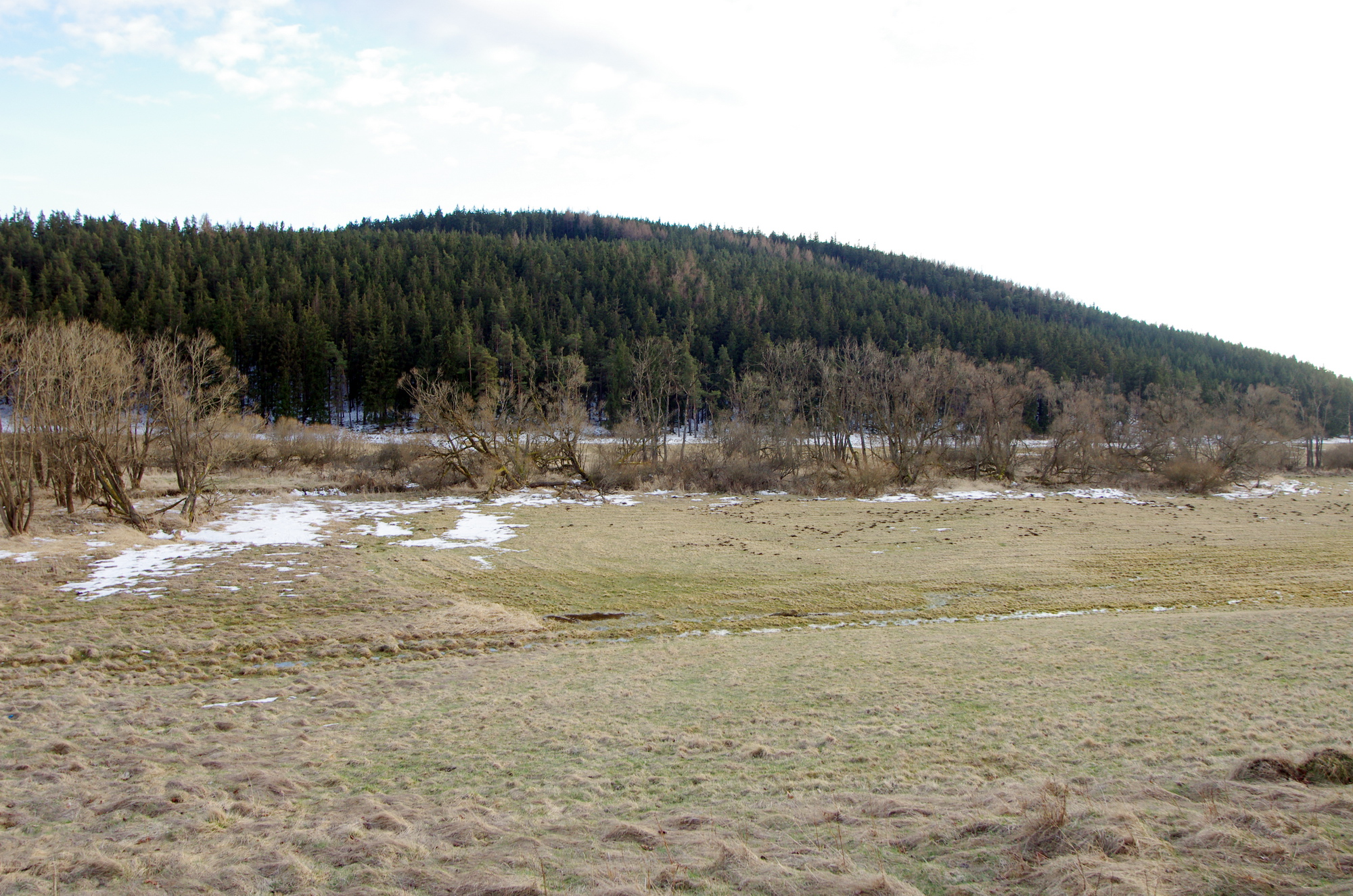
Vlčí kámen (883 m)

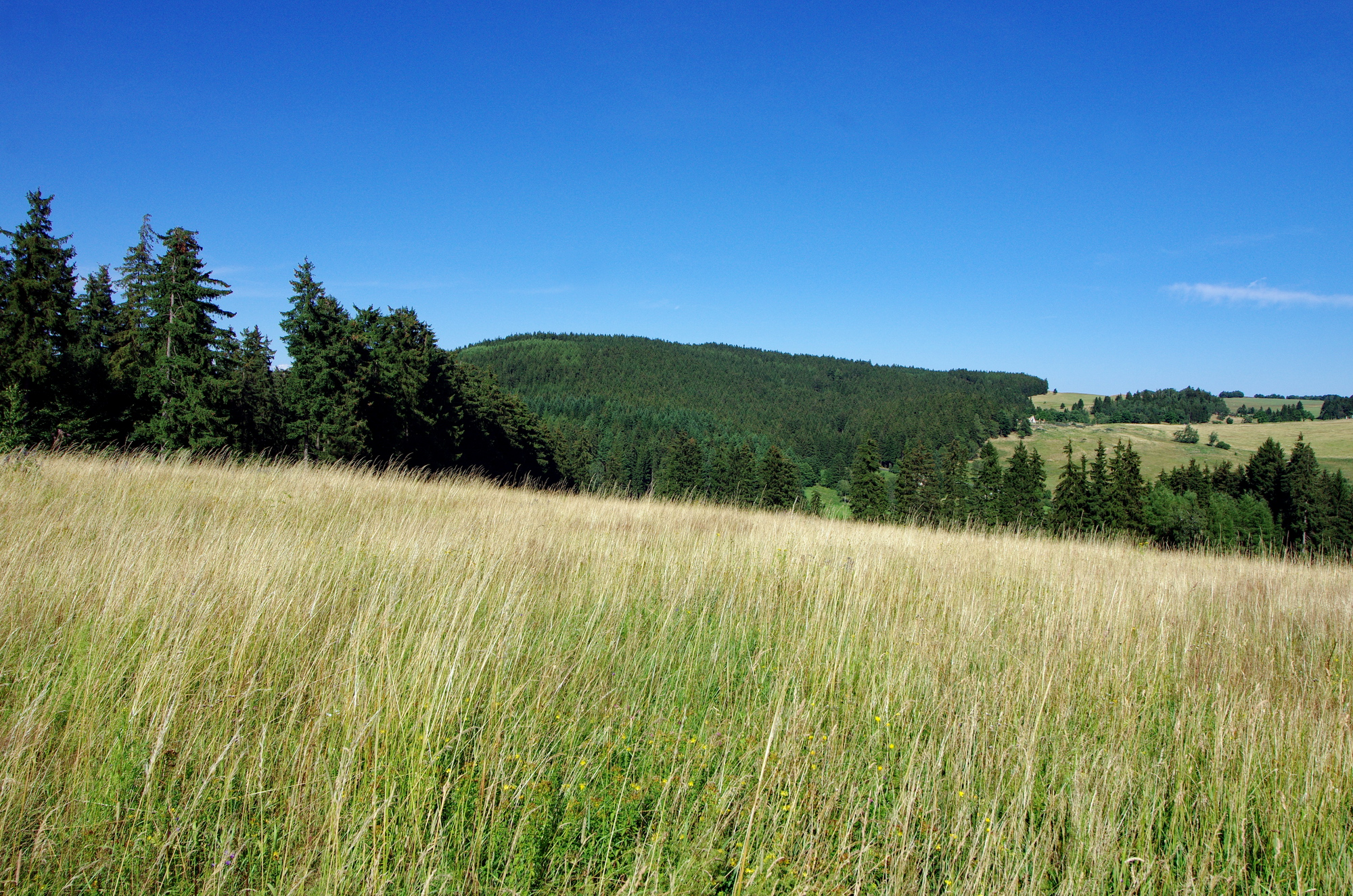
Rozhledy (859 m)

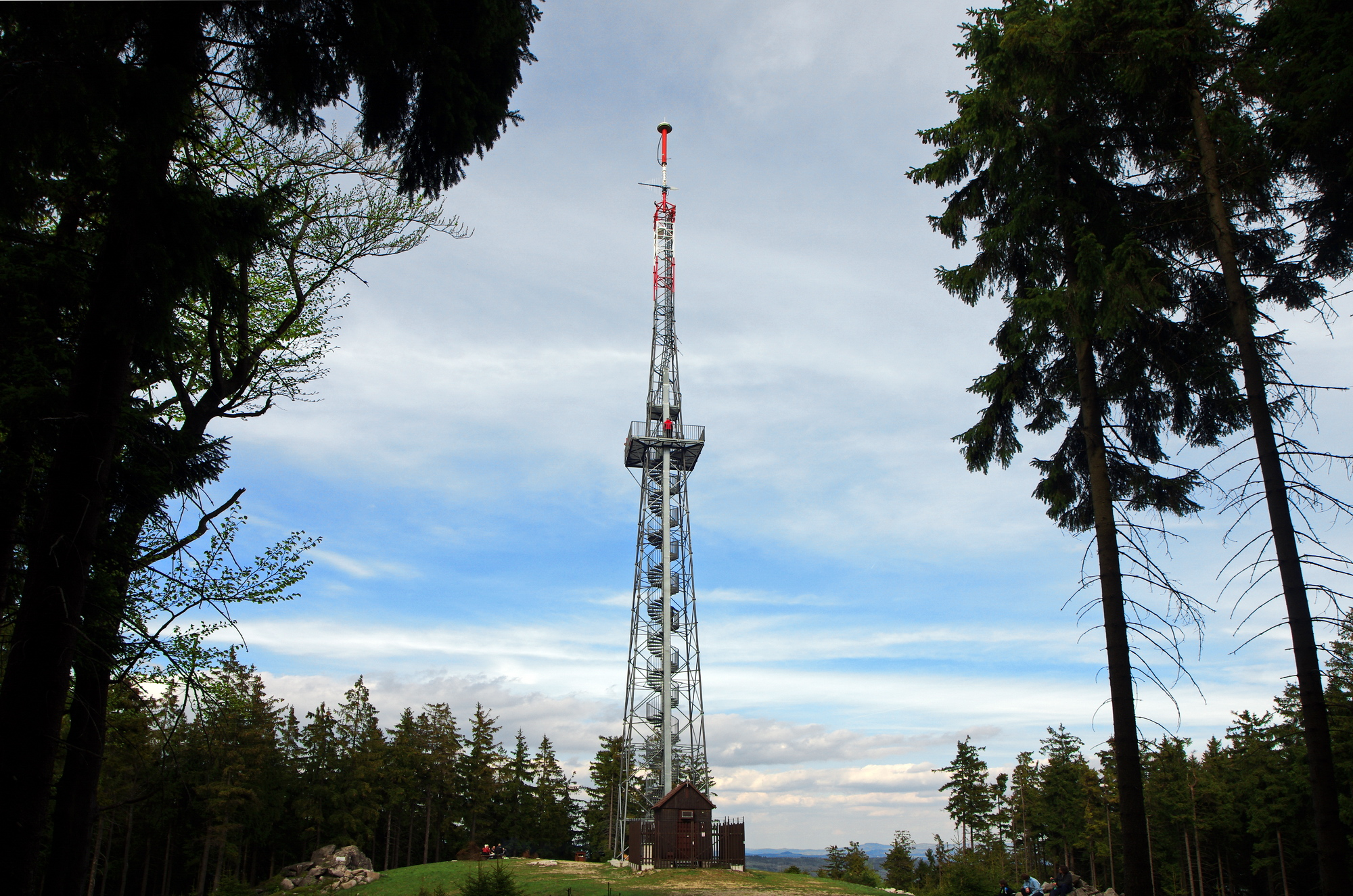
Krudum (839 m)

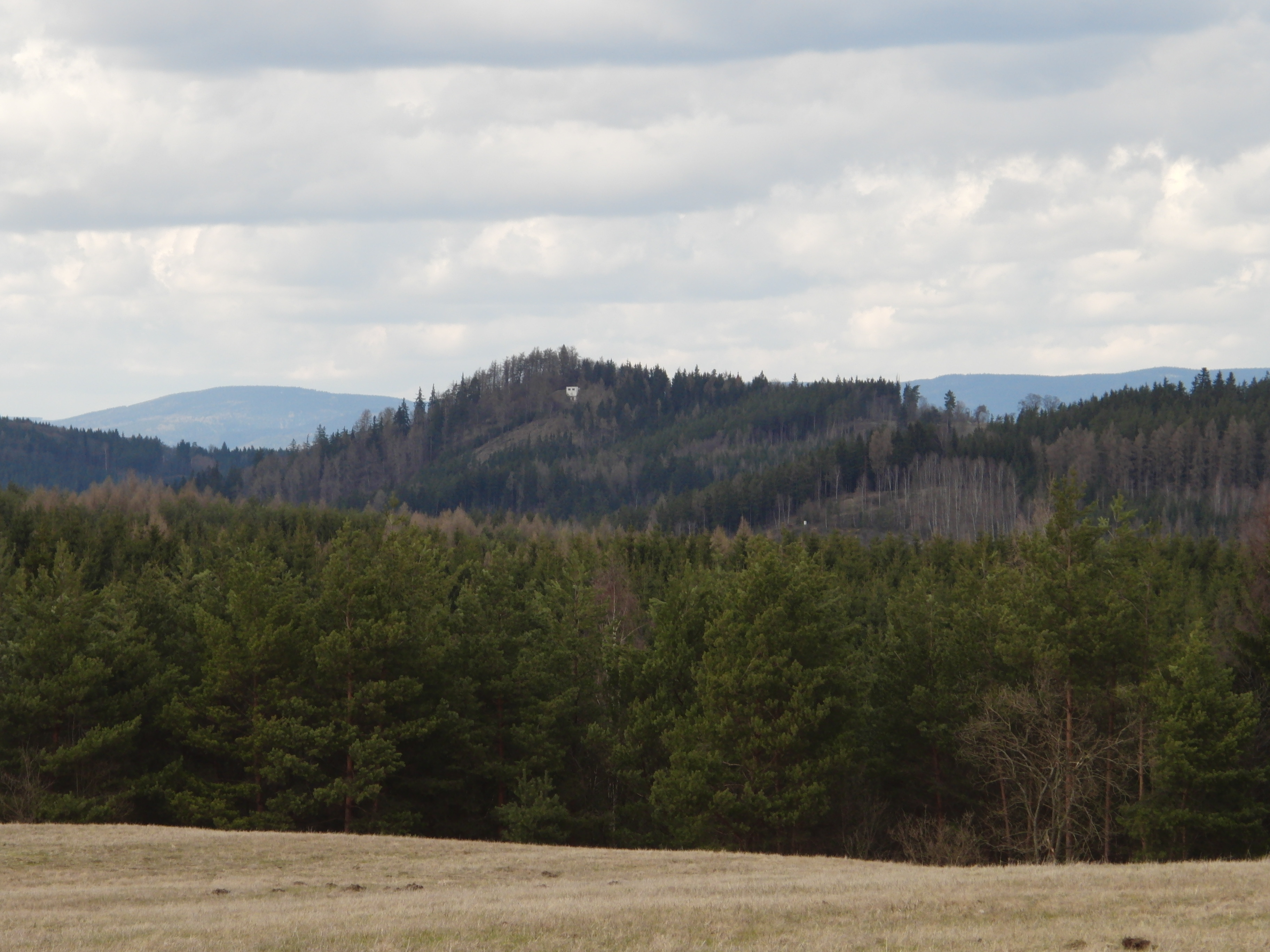
Zámecký vrch (824 m)

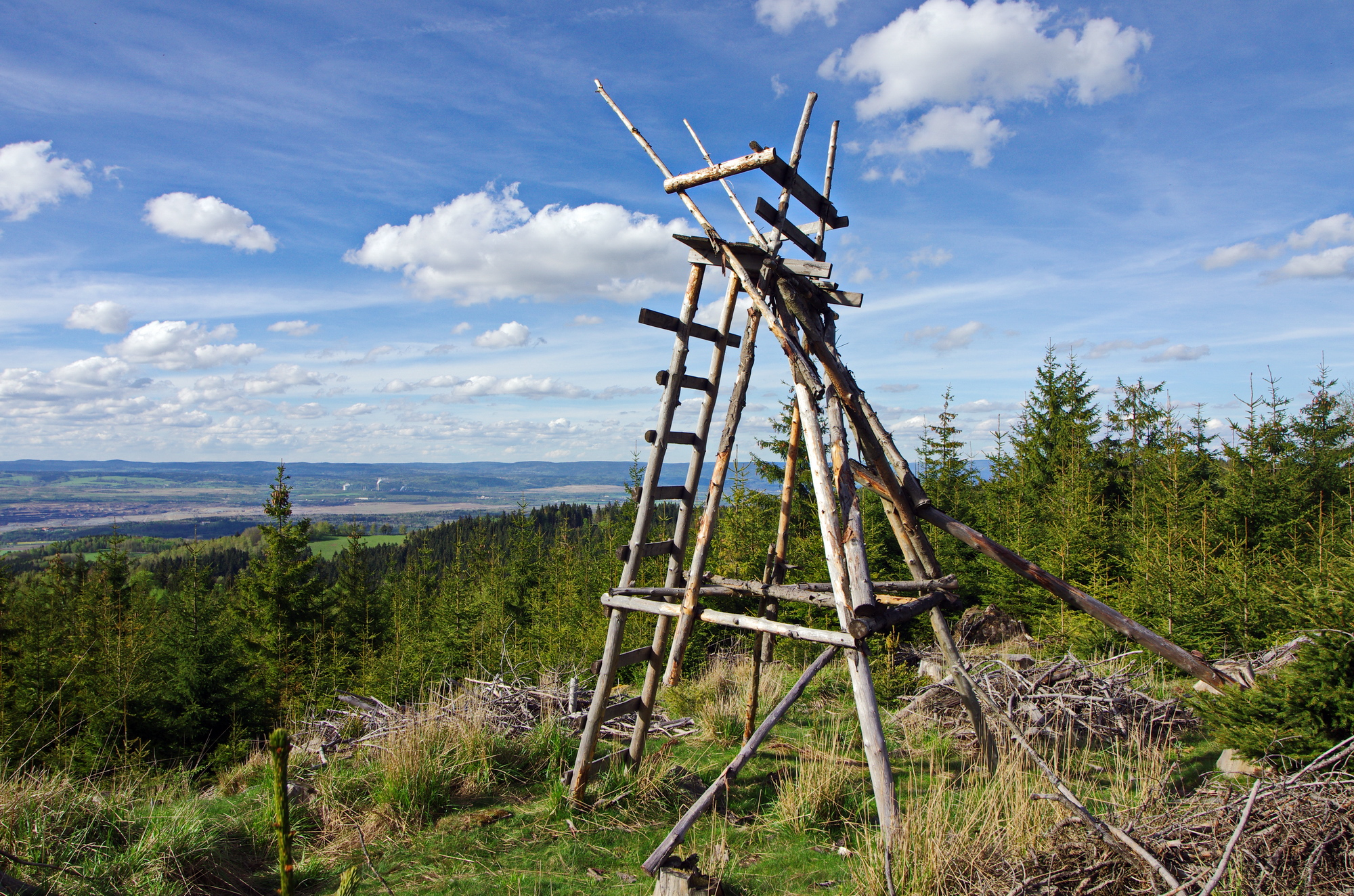
Lobezský vrch (806 m)

Seznam vrcholů ve Slavkovském lese zahrnuje pojmenované vrcholy s nadmořskou výškou nad 800 m nebo s prominencí nad 100 metrů. Seznam vychází z údajů dostupných na stránkách Mapy.cz a ze základních topografických map ČR. Jako hranice pohoří byla uvažována hranice stejnojmenného geomorfologického celku.

## Seznam vrcholů podle výšky
Seznam vrcholů podle výšky obsahuje pojmenované vrcholy s výškou nad 800 m n. m. Většina z nich se nachází v podcelku Hornoslavkovská vrchovina, i když v Kynžvartské hornatině jsou hory vyšší, včetně nejvyššího Lesného (983 m n. m.).

| #   | Vrchol          | Výška m n. m. | Souřadnice                       | Vrchovina       | Přístup                 |
| --- | --------------- | ------------- | -------------------------------- | --------------- | ----------------------- |
| 1.  | Lesný           | 983           | 50°02′07″ s. š., 12°36′57″ v. d. | Kynžvartská     | modrá turistická značka |
| 2.  | Lysina          | 982           | 50°01′21″ s. š., 12°39′05″ v. d. | Kynžvartská     | neznačeno               |
| 3.  | Ovčák           | 899           | 50°02′26″ s. š., 12°35′58″ v. d. | Kynžvartská     | neznačeno               |
| 4.  | Vlčí kámen      | 883           | 50°01′50″ s. š., 12°43′38″ v. d. | Hornoslavkovská | modrá turistická značka |
| 5.  | Vlčinec         | 872           | 50°02′12″ s. š., 12°39′54″ v. d. | Kynžvartská     | neznačeno               |
| 6.  | Valy            | 867           | 50°00′58″ s. š., 12°38′04″ v. d. | Kynžvartská     | neznačeno               |
| 7.  | Kružný          | 863           | 50°01′45″ s. š., 12°35′35″ v. d. | Kynžvartská     | neznačeno               |
| 8.  | V boru          | 861           | 50°02′26″ s. š., 12°45′08″ v. d. | Hornoslavkovská | neznačeno               |
| 9.  | Rozhledy        | 859           | 50°06′39″ s. š., 12°42′59″ v. d. | Hornoslavkovská | neznačeno               |
| 10. | Obora           | 857           | 50°01′30″ s. š., 12°36′48″ v. d. | Kynžvartská     | neznačeno               |
| 11. | Ztracená        | 855           | 50°03′46″ s. š., 12°40′16″ v. d. | Hornoslavkovská | neznačeno               |
| 12. | Na rozcestí     | 854           | 50°02′56″ s. š., 12°40′24″ v. d. | Hornoslavkovská | neznačeno               |
| 13. | Lovecký pahorek | 854           | 50°01′18″ s. š., 12°42′05″ v. d. | Hornoslavkovská | neznačeno               |
| 14. | Modrý kámen     | 853           | 50°00′54″ s. š., 12°41′30″ v. d. | Hornoslavkovská | žlutá turistická značka |
| 15. | Císařský les    | 851           | 50°02′35″ s. š., 12°45′24″ v. d. | Hornoslavkovská | neznačeno               |
| 16. | Lazský vrch     | 849           | 50°03′07″ s. š., 12°37′33″ v. d. | Hornoslavkovská | neznačeno               |
| 17. | U louky         | 846           | 50°04′26″ s. š., 12°42′42″ v. d. | Hornoslavkovská | neznačeno               |
| 18. | Hvězdice        | 844           | 50°02′16″ s. š., 12°40′32″ v. d. | Hornoslavkovská | neznačeno               |
| 19. | Krudum          | 839           | 50°08′24″ s. š., 12°43′30″ v. d. | Hornoslavkovská | neznačeno               |
| 20. | Zaječí vrch     | 839           | 50°05′00″ s. š., 12°43′02″ v. d. | Hornoslavkovská | neznačeno               |
| 21. | Sklený vrch     | 831           | 50°05′26″ s. š., 12°42′38″ v. d. | Hornoslavkovská | neznačeno               |
| 22. | Špičák          | 829           | 50°06′54″ s. š., 12°45′43″ v. d. | Hornoslavkovská | neznačeno               |
| 23. | Malý Špičák     | 825           | 50°07′06″ s. š., 12°46′01″ v. d. | Hornoslavkovská | neznačeno               |
| 24. | Zámecký vrch    | 824           | 50°00′54″ s. š., 12°37′50″ v. d. | Kynžvartská     | žlutá turistická značka |
| 25. | Šibeník         | 819           | 50°06′43″ s. š., 12°46′11″ v. d. | Hornoslavkovská | neznačeno               |
| 26. | Hůrka           | 817           | 50°07′06″ s. š., 12°53′38″ v. d. | Bečovská        | neznačeno               |
| 27. | U Tří křížů     | 817           | 50°03′56″ s. š., 12°44′59″ v. d. | Hornoslavkovská | neznačeno               |
| 28. | Špičák          | 809           | 50°00′41″ s. š., 12°37′58″ v. d. | Hornoslavkovská | neznačeno               |
| 29. | Lobezský vrch   | 806           | 50°08′04″ s. š., 12°42′30″ v. d. | Hornoslavkovská | neznačeno               |
| 30. | Holina          | 806           | 50°00′21″ s. š., 12°39′02″ v. d. | Hornoslavkovská | neznačeno               |
| 31. | V boru          | 804           | 50°03′39″ s. š., 12°46′26″ v. d. | Hornoslavkovská | neznačeno               |

## Seznam vrcholů podle prominence
Seznam vrcholů podle prominence obsahuje všechny hory a kopce s prominencí (relativní výškou) nad 100 metrů, bez ohledu na nadmořskou výšku. Takových je ve Slavkovském lese 9. Nejprominentnějším vrcholem je nejvyšší Lesný (prominence 420 m), následovaný Doubskou horou (154 m).
| #  | Vrchol         | Výška m n. m. | Promi- nence | Izolace (km)          | Souřadnice                       | Vrchovina       | Přístup                  |
| -- | -------------- | ------------- | ------------ | --------------------- | -------------------------------- | --------------- | ------------------------ |
| 1. | Lesný          | 0983          | 420          | 37,5 → Perninský vrch | 50°02′07″ s. š., 12°36′57″ v. d. | Kynžvartská     | modrá turistická značka  |
| 2. | Doubská hora   | 0612          | 154          | 02,5 → Buková         | 50°12′14″ s. š., 12°50′48″ v. d. | Hornoslavkovská | modrá turistická značka  |
| 3. | Hůrka          | 0817          | 149          | 12,6 → Plešivec       | 50°07′06″ s. š., 12°53′38″ v. d. | Bečovská        | neznačeno                |
| 4. | Roh            | 0572          | 127          | 02,6 → Buková         | 50°12′37″ s. š., 12°47′39″ v. d. | Hornoslavkovská | neznačeno                |
| 5. | Buková         | 0736          | 119          | 05,6 → Spálený vrch   | 50°09′53″ s. š., 12°48′05″ v. d. | Hornoslavkovská | neznačeno                |
| 6. | Krudum         | 0839          | 106          | 03,2 → Rozhledy       | 50°08′25″ s. š., 12°43′30″ v. d. | Hornoslavkovská | neznačeno                |
| 7. | Uhelný vrch    | 0773          | 105          | 02,9 → Hůrka          | 50°08′37″ s. š., 12°54′45″ v. d. | Bečovská        | neznačeno                |
| 8. | Andělská hora  | 0721          | 105          | 02,1 → Podkova        | 50°12′20″ s. š., 12°57′50″ v. d. | Hornoslavkovská | naučná turistická značka |
| 9. | Mirotický vrch | 0791          | 104          | 07,4 → Na raketě      | 50°07′30″ s. š., 13°00′19″ v. d. | Bečovská        | neznačeno                |